# Santa María del Divino amor en Castel di Leva (título cardenalicio)
Santa María del Divino amor en Castel di Leva es un título cardenalicio de la Iglesia Católica. Fue instituido por Francisco en 2020.

## Titulares
- Enrico Feroci (28 de noviembre de 2020-actual)